# Пошехоно-Володарская узкоколейная железная дорога
Пошехоно-Володарская узкоколейная железная дорога — давно ликвидированная узкоколейка, находившаяся в Пошехонском районе Ярославской области. Начальным пунктом узкоколейки являлся поселок Зубарёво, расположенный на берегу Рыбинского водохранилища у устья реки Согожи. Относилась к категории лесовозных.

## История
Первый участок дороги был открыт в 1946 году. На магистрали узкоколейной железной дороги возникло два лесных поселка — Дор (11 км от Зубарево) и Сохоть (26 км от Зубарево).
Поселок Сохоть строился вблизи изветсного Сохотского монастыря. На момент строительства он был почти полностью разрушен.
Суммарная протяженность узкоколейки составляет 40 км. Вывезенный по УЖД лес сплавляли по Рыбинскому водохранилищу.
Главная станция узкоколейки находилась в поселке Зубарево. Там были депо и диспетчерская. Главная линия УЖД вела не только на север, но и на восток к нижнему складу, где был Тарный завод.
В 1990-х годах поселки Дор и Сохоть вымерли. В 1995 году движение на дороге закрыли. По состоянию на 1996 год, было движение съемных мотодрезин — жители Зубарево ездили на них в лес. На тепловозе можно было проехать от Зубарево до Дора, но данная поездка была рискованной.
В 1998/99 годах узкоколейная железная дорога была окончательно разобрана.

## Попытка восстановить дорогу
В середине 1990-х уже нежилой поселок Сохоть стал местом активной деятельности некого Сергея Лёвочкина, у которого была идея восстановить дорогу от Зубарево до Сохоти и пустить по ней поезда.
В 2012 году он приобрел за немалые деньги гусеничный трактор. Появилась надежда, что дорога будет восстановлена. Но в апреле 2013 года Сергей Левочкин скончался.

## Современное состояние
Сохранились насыпь, руины мостов и лесных поселков. По насыпи частично идут грунтовые автодороги.